# Martha Grünenwaldt
Martha Grünenwaldt (auch Grunenwaldt) (* 1. Juni 1910 in Hamme-Mille, Wallonisch-Brabant; † 23. März 2008 in Mouscron) war eine belgische Künstlerin der Art brut.

## Leben
Martha Grünenwaldt wuchs in einer großen Familie in einfachen Verhältnissen in Wallonisch-Brabant auf. Ihr Vater war Musiker und brachte ihr das Geigenspiel bei. Ab dem Alter von sechs Jahren ließ ihr Vater sie und zwei ihrer Brüder auf seinen Auftritten auf nahe gelegenen Feiern spielen und nahm sie auch mit auf Reisen. Schon als junges Mädchen wurde sie als Hausmädchen an verschiedene Familien vermittelt. Daher konnte sie nur sporadisch die Schule besuchen und erreichte keinen Schulabschluss. 1933 heiratete sie mit dreiundzwanzig Jahren einen Musiker und nahm Arbeit in einer Fabrik an. Ein Jahr später kam in prekären finanziellen und familiären Verhältnissen Tochter Josine zur Welt. Die Ehe wurde nach vier Jahren 1937 geschieden. Martha Grünenwaldt begann mit ihrer Tochter umherzureisen und verdiente ihren Lebensunterhalt, indem sie in Straßencafés Geige spielte. 1940 wurde ihrem Mann das Sorgerecht für die Tochter zugesprochen, die dann bei ihren Großeltern väterlicherseits lebte und den Kontakt zur Mutter verlor. Martha Grünenwaldt arbeitete die folgenden 28 Jahre als Hausangestellte in einem Herrenhaus, durfte dort aber nicht Geige spielen. 1968 zog sie zu ihrer Tochter Josine, einer Umweltaktivistin in der belgischen Gemeinde Mouscron, die inzwischen mit Gilbert Cardon verheiratet und Mutter von fünf Kindern war. In Mouscron nahm sie das Geigenspiel wieder auf, übte in ihrem Zimmer stundenlang Tonleitern und spielte für ihre Enkelkinder. Um 1981 im Alter von 71 Jahren begann sie mit dem Zeichnen, obwohl sie nie eine künstlerische Ausbildung erhalten oder Übung im Malen hatte. Bis 2004 lebte sie bei ihrer Tochter. Martha Grünenwald starb 2008.

## Werk
Martha Grünenwaldt malte anfänglich auf A4-Papier, Rückseiten von Flugblättern und Rechnungen, aber als sie mit der Zeit zu größeren Formaten überging, benutzte sie auch die Rückseiten von Plakaten, Tapetenstücke, ausgedientes Geschenkpapier, aber auch Pappkartons, Packpapier, und EKG-Papier. Meistens arbeitete sie mit Buntstiften, am Anfang mit den Bunt- und Bleistiften ihrer Enkelkinder, sowie Gouache, Kugelschreiber und Kreide.
In ihren farbenfrohe Bildern stellte sie ausschließlich weibliche Figuren dar, die sie im Mittelpunkt des Blattes platzierte. Ihre Lieblingsmotive waren die Gesichter ihrer Familienmitglieder und Bekannten sowie Selbstbildnisse, die sie mit organischen Formen und farbigen abstrakten Motiven umrahmte, aber auch mit Vögeln, Fischen, einer Geigerin, zarten durchscheinenden Blüten und sogar Gebäuden und Autos. Im Laufe der Jahre nahmen diese Motive den Platz der Porträts ein und wurden in einigen Fällen zu einem Gewirr von Pflanzen, die das Porträt völlig verdeckten. Gelegentlich finden sich Pferdedarstellungen und Dorfansichten. Zunächst in einer schwerfälligen, stockenden Strichführung gemalt, wurden ihre Bilder zunehmend schwungvoll, dynamisch und ähneln Mosaiken mit einer Fülle kleiner Details. Auch die Tafelbilder des von ihr bewunderten Malers Giuseppe Arcimboldo, der mit Blumen, Früchten oder Gemüse überraschende Porträts schuf, inspirierten sie.

## Ausstellungen und Sammlungen (Auswahl)
Martha Grünenwaldt hatte ihre erste Einzelausstellung 1987 im Art et Marges Musée in Brüssel. Mittlerweile befinden sich ihre Werke in zahlreichen privaten und öffentlichen Sammlungen in Belgien, Frankreich, den Niederlanden, Deutschland, der Schweiz, England, Irland, den USA und Japan. Um ihre Werke zu erhalten und zu schützen, spendete ihre Tochter Josine 2017 rund 80 Zeichnungen an die Paul-Duhem-Stiftung, die als Schenkung 1997 in das LaM – Lille Métropole, musée d’art moderne, d’art contemporain et d’art brut in Villeneuve d’Ascq gingen. Die Collection de l’Art Brut in Lausanne besitzt dreißig ihrer Zeichnungen. Das Musée de la Création Franche in Bègles hat mehrere ihrer Zeichnungen, ebenso das Art et Marges Musée in Mouscron, die Sammlung abcd/Bruno Decharme, die Schweizer Sammlung Dammann und die Schweizer Sammlung Eternod & Mermod. Seit 2021 ist Martha Grünenwaldts Arbeit auch in den 921 Werken der „Donation d'Art Brut de Bruno Decharme“ im Centre Georges-Pompidou in Paris vertreten. Die Kunstzeitschrift Raw Vision widmete ihr 2003 ein Porträt.
- 1987: Art et Marges Musée, Mouscron[7]
- 1994: Regards sur la Collection. Musée de la Création Franche, Bègles[1]
- 1995: Halle Saint Pierre, Paris
- 1997: collection Eternod-Mermod. Musée de la Création Franche, Bègles
- 2000: Solitärer. Sarlingskonst fran Samling Eternod - Mermod. Kunstmuseum Malmö, Malmö[9]
- 2001: Solitärer. Sarlingskonst fran Samling Eternod - Mermod. Museum Waldemarsudde, Stockholm.[10]
- 2003: Lisières. L'ESPAL, Le Mans
- 2007: sybille! - internationale art brut. Museum Gugging[11]
- 2007: Cariogramme. MAMC, Lüttich
- 2008: Loss of control. Marta Herford, Herford
- 2015: Brut de Brut. Galerie du Marché, Lausanne
- 2010: Collection Création Franche – 1989-2010. Musée de la Création Franche, Bègles[1]
- 2016: Féminin pluriel. Musée de la Création Franche, Themenausstellung, u. a. mit Madge Gill, Marie Jakobowicz, Evelyne Postic, Ody Saban[12]
- 2017: Living in Art Brut. museumkrems, Krems an der Donau[13]
- 2018: Les femmes dans l'art brut. Art et marges musée, Brüssel[14]
- 2021: Des fleurs dans le Buisson. Musée des Arts Buissonniers, Saint-Sever-du-Moustier[15]
- 2025: 25 ans de plaisir. Galerie du Marché, Lausanne[16]